# Antonio Fernández de Heredia
Fernández de Heredia, Antonio (Lima, Virreinato del Perú, p. s. xvii – Saña, Virreinato del Perú, XI.1665) fue un funcionario público importante de la monarquía española en el siglo XVII. Fungió como letrado y oidor inicialmente y después llegaría a la Presidencia de la Real Audiencia de Quito. Es recordado como uno de los importantes presidentes criollos que administraron el territorio actual de Ecuador. Caso similar fue el de Félix Sánchez de Orellana. 

## Reseña biográfica

### Orígenes

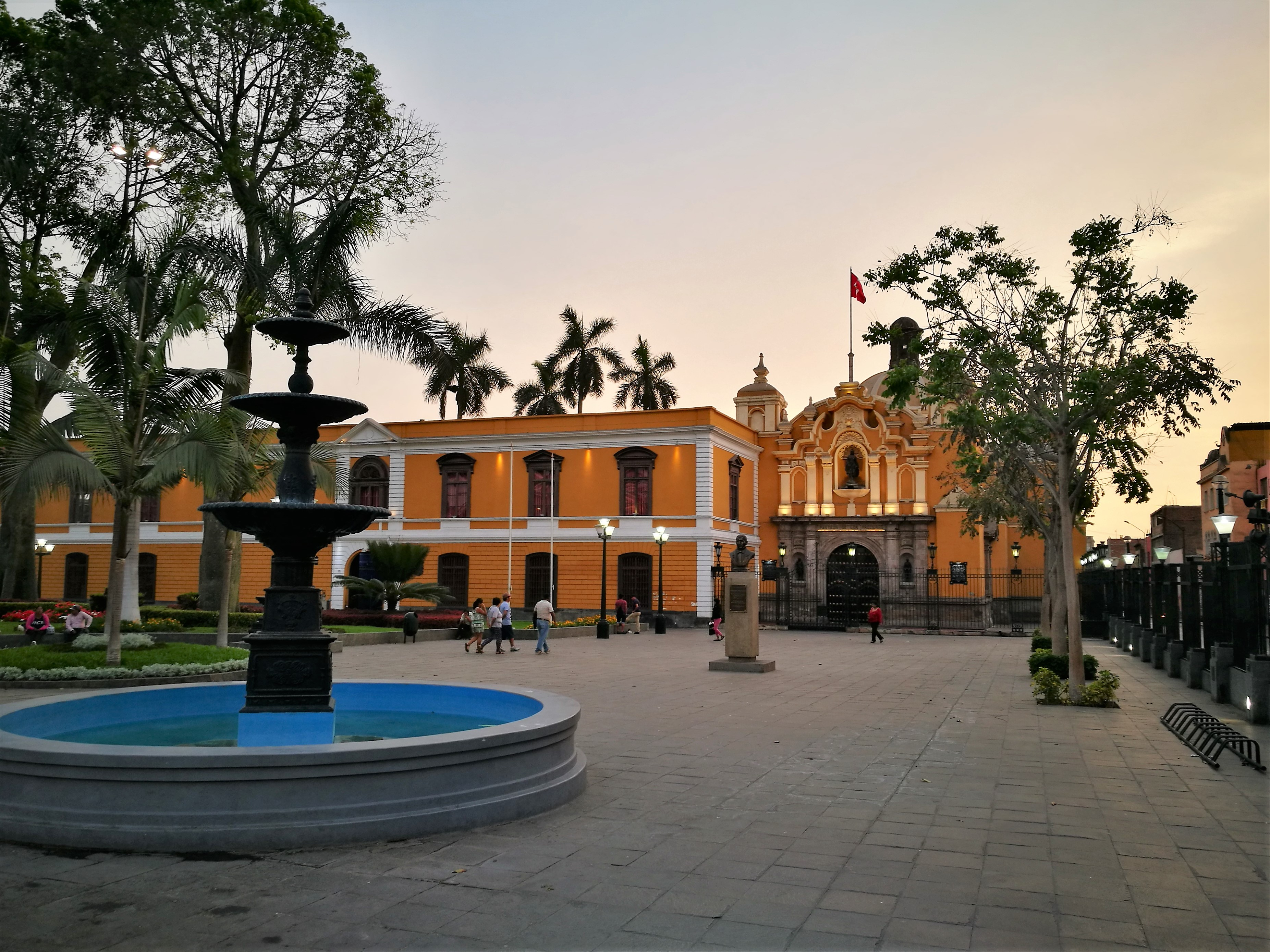
Universidad San Marcos

Se conoce de su origen familiar que fue hijo de Casilda de Heredia, toledana quien había muerto en la villa de Almodóvar del Campo de Calatrava, arzobispado de Toledo. Sus hermanos fueron María de Heredia, que viviría también en América y José Fernández de Heredia, quien fuera religioso de la catedral de Panamá en 1632. Estudiaría en la Universidad de San Marcos de Lima y se graduaría de licenciado en Cánones y continuaría su educación en la Universidad de Salamanca. Se casaría además mientras estaba en la península con Domesia de Argárate y Lizarri, quien nacería en la ciudad norteña de San Sebastián, Guipúzcoa. Ella a su vez fue hija legítima del capitán Martín de Argárate y Lizarri, y de Isabel Arrizabalaga. Ambos serían vecinos de San Sebastián.

### Funcionario público
Su carrera como funcionario público inicio en la Real Audiencia de Santiago de Chile tomando poseción en junio de 1636. Años más tarde gracias a una Real Provisión del 22 de abril de 1645 logró tener su cargo como oidor en el mismo tribunal, en el que comenzó a despachar el 12 de marzo de 1646. Por su educación en cánones fue escritor y en 1648 se encontraba trabajando en su libro De otio, del que se conoce una referencia del obispo quiteño Gaspar de Villarroel en su clásico ensayo titulado Govierno eclesiástico y pacífico: 

“Tuve apuntado mucho para hablar del ocio santo, que toca tan de lleno a la sagrada Dignidad de los Obispos; pero obligóme a cejar en mi resolución, aver visto cabal quanto en esta materia se puede pretender, en un floridíssimo libro, bañado todo de erudición, que está cerca de salir a luz. Ennoblécele el grande crédito el señor Antonio Fernández de Heredia, trasladado del Emporio del mundo, escuelas de Salamanca, a ser Fiscal de esta Audiencia. Intitulale de Otio. Y es prodigio, que sepa tanto del ocio un hombre tan ocupado, y tan atento a su oficio [...]. Trata el señor Fiscal lo que no usa, y suple la experiencia su talento”.
Gaspar de Villarroel

Después pasaría de oidor a fiscal en la Real Audiencia de Lima, lo que le permitiría extender su título del 31 de diciembre de 1651. Tiempo después sería ascendido a la presidencia de la Real Audiencia de Quito, cargo que iniciaría el 23 de enero de 1662. 

### Presidencia de la Audiencia de Quito

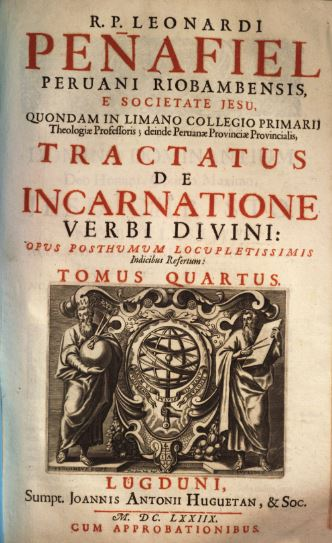
Tratado de la encarnación por Leonardo de Peñafiel

Su paso por la Audiencia de Quito fue rápido y duró aproximadamente tres años desde 1662 hasta 1665. A pesar de su avanzada edad se encontraba soltero. Su gobierno se vio impedido porque tuvo que volver a su cargo de Oidor en la Audiencia de Lima, algo que no logró hacer debido a que moriría en Saña. Se conoce además que fue muy acaudalado, tal vez por la ausencia de familia y que se enfocó a través de sus cargos de oidor, fiscal y presidente a amasar una importante fortuna. Su presidencia ocurrió dos años después de que erupcione el volcán pichincha en 1660 por lo que la catedral de Quito se encontraba en su fase de reconstrucción durante estos años. Además, durante estos años el importante filósofo escolástico Leonardo de Peñafiel se encontraba en Lima dictando sus cursos y en proceso de edición de su libro "Disputationes theologicas in primam partem divi Thomae" en la ciudad de Lyon, lo que significó un importante hito en la escolástica de la Real Audiencia de Quito. Además en estos años, la carrera de Miguel de Santiago estaba recién iniciando y el prior del a ciudad de Latacunga Basilio de Ribera, empezó a percibir el talento del joven pintor, lo que después le permitiría impulsar su carrera como mecenas. Por otro lado, la Iglesia de Santo Domingo se encontraba en plena fase de construcción que terminaría dos décadas más tarde a cargo del fray Juan Mantilla en el año 1688. Respecto a las misiones de Maynas se conoce que el padre Lucas saldría de otra reducción y recorrería río arriba toda la zona del Curaray, donde fundaría una nueva reducción llamada San Miguel de Avijiras en abril de 1665. No obstante su labor misionera continuaría por lo que dejaría encargado de todo al padre Esteban Caicedo para recorrer la región y después informaría a Francisco de Figueroa, Superior de Maynas, en mayo de 1665 sobre todo el recorrido y catequización del río Curaray y sus afluentes. Por su parte, cuando terminó su periodo de presidente de la Audiencia, la muerte le sorprendió a Alonso Fernández cuando menos lo esperaba. Su mandato aunque corto fue importante por los hitos culturales que ahí se llevaron a cabo, así como por el avance de las misiones de maynas. 

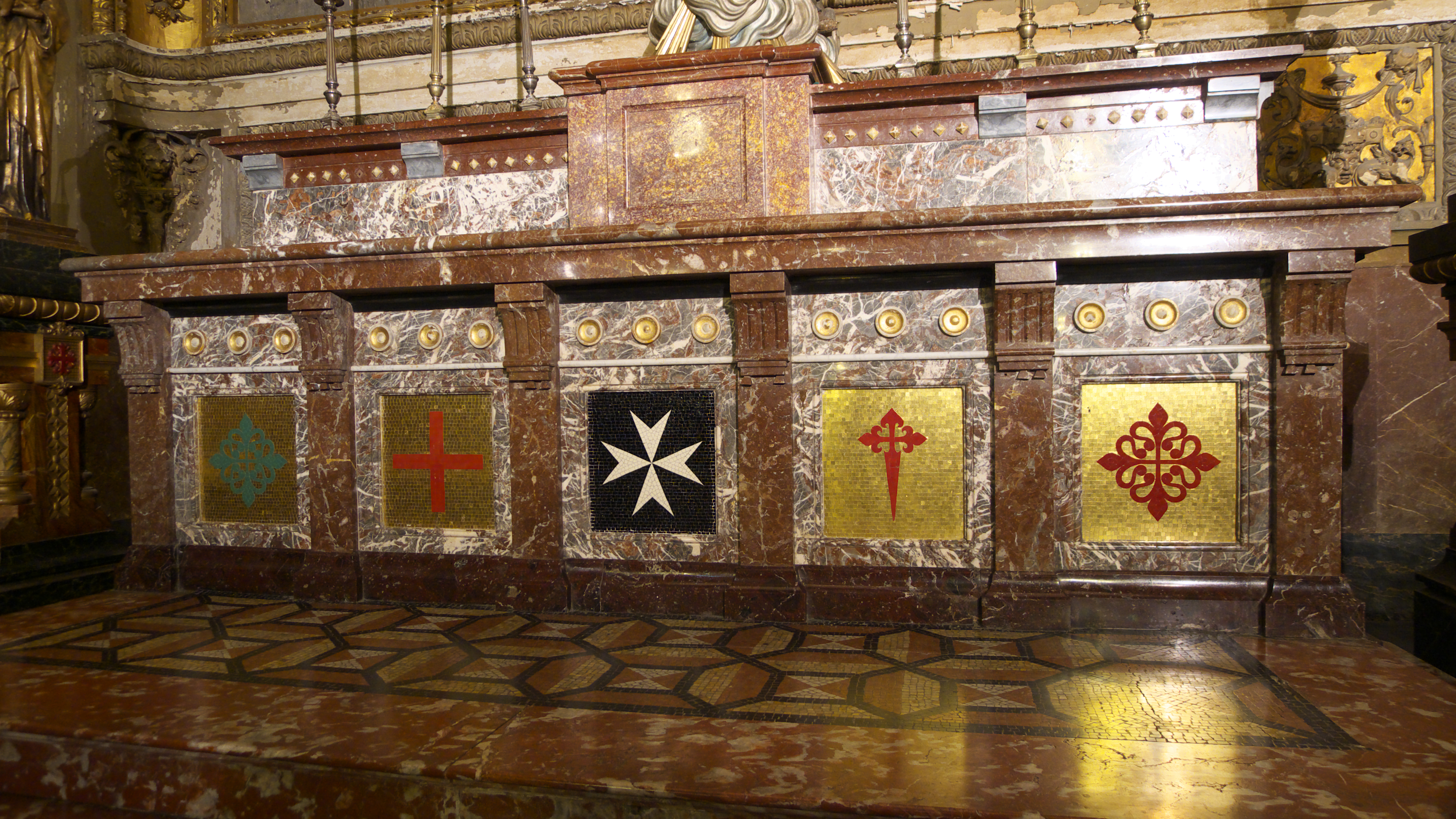
Escudos de las órdenes militares de España con la orden de Santiago siendo la segunda desde la derecha.

Fue un presidente criollo, oriundo de otra provincia del imperio español, práctica común por el rey para evitar el conflicto de intereses que significaría gobernar un territorio donde había nacido la misma persona y probablemente tenía vastas propiedades ahí. Dicho mandato lograría ser evitado sin embargo por Félix Sánchez de Orellana en el siguiente siglo, demostrando el poder que lograba controlar la familia Sánchez de Orellana. Por su parte Antonio Fernández no solo que logró poder político y destacó como funcionario público sino que también perteneció a la Orden de Santiago, como caballero siguiendo la regla de San Agustín. Esto muestra que a pesar de la gran cantidad de requisitos que se levantaban para que una persona forme parte de esta orden de caballería, los criollos, españoles de América, lograban acceder a ella. El caso de Fernández de Heredia lo hizo incluso sin tener familia, algo que no era obligatorio en la Orden de Santiago, pero si en la de Calatrava y Alcántara donde se pedía también observar el voto de castidad. De esta forma Antonio Fernández de Heredia logró  poder político, fortuna económica y reconocimiento como Caballero de Santiago, a lo largo de toda su vida. Por esta razón, así como en el siglo XVI existía la figura del caballero hijodalgo español que por sus servicios en la conquista lograba tener prestigio, en el siglo XVII esto se trasladó a la figura del gobernante, letrado de la Universidad de Salamanca y San Marcos, caballero e influyente que mandaron durante los últimos años de lo que fue el siglo de oro en España.